# 直酢浆草
直酢浆草（学名：Oxalis corniculata var. stricta）为酢浆草科酢浆草属下的一个变种。

## 扩展阅读
- 維基物種上的相關：直酢浆草